# Збірна Монголії з футболу
Збірна Монголії з футболу  — представляє Монголію на міжнародних футбольних змаганнях. Контролюється Футбольною федерацією Монголії. Вона ніколи не потрапляла на Чемпіонат світу з футболу або Кубок Азії. Збірна була створена в 1959 році, але з 1960 по 1998 не провела жодного матчу. Станом на 3 квітня 2025 посідає 187-e місце у рейтингу футбольних збірних світу. Футболісти Монголії виграли всього 7 міжнародних матчів, (4 - у збірної Гуаму, 2 - у збірної Макао, 1 - у збірної Північних Маріанських островів, яка не входитиь до ФІФА). Крім того, Монголія - єдина збірна країни, що входить в ФІФА, яка програла Гуаму.

## Чемпіонат світу
- з 1930 по 1998 — не брала участь
- з 2002 по 2026 — не пройшла кваліфікацію

## Кубок Азії
- з 1956 по 1996 — не брала участь
- з 2000 по 2004— не пройшла кваліфікацію
- 2007 — не брала участь
- з 2011 по 2027— не пройшла кваліфікацію